# Équipe de Tchécoslovaquie masculine de handball
Dernière mise à jour : 2 janvier 2022.
L'équipe de Tchécoslovaquie masculine de handball représentait la Fédération tchécoslovaque de handball lors des compétitions internationales, notamment aux Jeux olympiques et aux championnats du monde jusqu'en 1992.
Depuis la dissolution de la Tchécoslovaquie le 31 décembre 1992, deux nouvelles équipes lui ont succédé : la Tchéquie et la Slovaquie.

## Palmarès
| Jeux olympiques - 1936 : non qualifié - 1972 : Médaille d'argent - 1976 : 7e place - 1980 : non qualifié - 1984 : boycott et participation aux Jeux de l'Amitié (en) - 1988 : 6e place - 1992 : 9e place Championnat du monde à onze - 1938 : 6e place - 1948 : non qualifié - 1952 : non qualifié - 1955 : Médaille de bronze - 1959 : non qualifié - 1963 : non qualifié - 1967 : non qualifié | Championnat du monde - 1938 : non qualifié - 1954 : Médaille de bronze - 1958 : Médaille d'argent - 1961 : Médaille d'argent - 1964 : Médaille de bronze - 1967 : Médaille d'or - 1970 : 7e place - 1974 : 6e place - 1978 : 11e place - 1982 : 10e place - 1986 : 13e place - 1990 : 7e place - 1993 : 7e place |

## Effectifs

### Vice-champion du monde 1958
L'effectif vice-championne du monde en 1958 est :
- Vladimír Nykl (GB)
- Jiří Vícha (GB)
- Josef Čaniga
- Karel Čermák
- Václav Eret
- Antonín Frolo
- Jiří Klemm
- Bedřich König
- Vojtěch Mareš
- Jaroslav Provazník
- Dušan Ruža
- Oldřich Spáčil
- Josef Trojan
- Miroslav Vícha
- František Vykouřil

Entraîneur
- Jan Voreth

### Vice-champion du monde 1961
L'effectif vice-championne du monde en 1961 est :
- František Arnošt (GB)
- Jiří Vícha (GB)
- Karel Čermák
- Václav Duda
- Antonín Frolo
- Rudolf Havlík
- František Herman
- Karol Lukošík
- Vojtěch Mareš (cs)
- Oskar Poliak
- Jaroslav Provazník
- Zdeněk Rada
- Dušan Ruža
- Jaroslav Skála
- František Šobora
- Josef Trojan

Entraîneurs
- Karel Strnad
- Ladislav Šesták

### Troisième du championnat du monde 1964
L'effectif médaillé de bronze au championnat du monde en 1964 est :
- František Arnošt (GB)
- Jiří Vícha (GB)
- Ladislav Beneš
- František Brůna
- Zdeněk Černý
- Jiří Djakov
- Václav Duda
- Antonín Frolo
- Rudolf Havlík
- František Herman
- Vojtěch Mareš (cs)
- Zdeněk Rada
- Jaroslav Rážek
- Vladimír Seruga
- Josef Trojan
- Jan Vitoslavský

Entraîneurs :
- Jaroslav Mráz
- Bedřich König.

### Champion du monde 1967
L'effectif championne du monde en 1967 est, :
- František Arnošt (GB)
- Jaroslav Škarvan
- Ladislav Beneš
- František Brůna
- Bedřich Cinner
- Václav Duda
- Antonín Frolo
- Martin Gregor
- Rudolf Havlík
- František Herman
- Rudolf Horváth
- Arnošt Klimčík
- Jaroslav Konečný
- Vojtěch Mareš (cs)
- Jaroslav Rážek
- Vladimír Seruga

Entraîneur :
- Bedřich König

## Confrontations contre la France
| Rencontres | Victoires | Nuls | Défaites | Buts pour | Buts contre | Différence |
| ---------- | --------- | ---- | -------- | --------- | ----------- | ---------- |
| 9          | 3         | 1    | 5        | 158       | 186         | -28        |